# Arbër Çyrbja
Arbër Çyrbja (født 18. september 1993 i Shijak, Albanien) er en albansk fodboldspiller, der spiller for Teuta Durrës i Albanien.

## Klubkarriere
Çyrbja startede først sin karriere i 2011, hvor han startede ud for Teuta Durrës' U19 hold. Han spillede 19 kampe og scorede 7 mål, og havde alt i alt en rigtig god 2011/12 sæson. 
Han blev i vinteren 2012 inviteret til førsteholdets træning, og blev i sommeren 2012 permanent førsteholdsspiller. 